# Penticton
 (octobre 2014).
Si vous disposez d'ouvrages ou d'articles de référence ou si vous connaissez des sites web de qualité traitant du thème abordé ici, merci de compléter l'article en donnant les références utiles à sa vérifiabilité et en les liant à la section « Notes et références ».
Penticton est une cité (city) canadienne de la Colombie-Britannique située dans le District régional de Okanagan-Similkameen.

## Situation
La cité est située entre le lac Okanagan et le lac Skaha (qui porta aussi le nom de « Dog Lake »). La municipalité est jumelée avec Ikeda, Hokkaido au Japon.

## Histoire
Les environs sont habités  avant la colonisation européenne par le peuple Okanagan. Les premiers explorateurs européens y parviennent en 1811-1812 pour le commerce de peaux. Les colons s'y installent de façon plus permanente dans les années 1890. La cité a été fondée en 1906.

## Démographie
| 2001   | 2006   | 2011   | 2016   |
| ------ | ------ | ------ | ------ |
| 30 985 | 31 909 | 32 877 | 33 761 |

## Toponyme
Le nom de la cité est un dérivé du mot salish « Pen-tak-Tin » qui se traduit par « Un endroit à rester pour toujours ».

## Climat
La cité de Penticton est une région tempérée semi-aride, avec des précipitations moyennes de 300mm de pluie annuellement. La municipalité jouit d'étés très chauds (une température diurne de 30 °C est assez commune, air sec et nuits froides). Les hivers sont courts avec des températures avoisinant le point de congélation durant environ 8 semaines.
La ville enregistre une température de 22,5 °C en décembre 2021, ce qui représente un record pour cette époque de l'année.
| Mois                                  | jan.       | fév.       | mars       | avril     | mai       | juin      | jui.      | août      | sep.      | oct.       | nov.       | déc.       | année            |
| ------------------------------------- | ---------- | ---------- | ---------- | --------- | --------- | --------- | --------- | --------- | --------- | ---------- | ---------- | ---------- | ---------------- |
| Température minimale moyenne (°C)     | −3         | −2,8       | −0,5       | 2,5       | 6,9       | 10,7      | 13,3      | 12,7      | 8         | 3,2        | −0,2       | −3,5       | 4                |
| Température moyenne (°C)              | −0,6       | 1          | 5          | 9,1       | 13,9      | 17,7      | 21        | 20,4      | 15,1      | 8,8        | 3,2        | −1,1       | 9,5              |
| Température maximale moyenne (°C)     | 1,8        | 4,7        | 10,4       | 15,7      | 20,8      | 24,7      | 28,7      | 28        | 22,2      | 14,3       | 6,5        | 1,4        | 14,9             |
| Record de froid (°C) date du record   | −26,7 1950 | −26,7 1950 | −17,8 1951 | −9 2008   | −5,6 1954 | 0 1952    | 2,2 1971  | 0,6 1910  | −5,6 1926 | −14,5 1984 | −22,3 1985 | −27,2 1968 | −27,2 30/12/1968 |
| Record de chaleur (°C) date du record | 15,7 1989  | 17,8 1932  | 21,7 1966  | 30,6 1926 | 34,4 1936 | 44,2 2021 | 40,6 1941 | 38,9 1971 | 36,6 1987 | 28,9 1947  | 20,6 1908  | 22,5 2021  | 44,2 30/6/2021   |
| Ensoleillement (h)                    | 35         | 81,4       | 144,3      | 189,7     | 234,3     | 237,3     | 287,9     | 279,7     | 212,3     | 135        | 53         | 33,7       | 1 923,3          |
| Précipitations (mm)                   | 26,9       | 19,8       | 23,6       | 26        | 39,3      | 46,3      | 28,7      | 28,3      | 24,6      | 26         | 28,1       | 28,6       | 346              |
| dont neige (cm)                       | 18,3       | 7,6        | 3,5        | 0,59      | 0         | 0         | 0         | 0         | 0         | 0,1        | 7,5        | 21,1       | 58,7             |
| Nombre de jours avec précipitations   | 12,6       | 9,8        | 9,6        | 9,2       | 10,7      | 10,6      | 7,8       | 6,9       | 7         | 9,5        | 12,1       | 13,4       | 119,2            |
| Humidité relative (%)                 | 71,2       | 61,8       | 48,7       | 39,9      | 39,2      | 39,2      | 35,1      | 35,8      | 41,4      | 52         | 65,5       | 71         | 50,1             |
| Nombre de jours avec neige            | 7,7        | 4,1        | 1,6        | 0,43      | 0         | 0         | 0         | 0         | 0         | 0,03       | 2,9        | 9,6        | 26,4             |

| Diagramme climatique                                  |             |              |           |             |              |              |            |           |           |             |             |
| J                                                     | F           | M            | A         | M           | J            | J            | A          | S         | O         | N           | D           |
| 1,8−326,9                                             | 4,7−2,819,8 | 10,4−0,523,6 | 15,72,526 | 20,86,939,3 | 24,710,746,3 | 28,713,328,7 | 2812,728,3 | 22,2824,6 | 14,33,226 | 6,5−0,228,1 | 1,4−3,528,6 |
| Moyennes : • Temp. maxi et mini °C • Précipitation mm |             |              |           |             |              |              |            |           |           |             |             |

## Économie
Les forces économiques de Penticton sont le tourisme, la production vinicole et les arbres fruitiers. La cité reçoit aussi plusieurs événements annuels mondiaux, dont le Ironman Triathlon, le festival de la pêche de Penticton, le festival du vin de l'Okanagan, le "Pentastic Hot Jazz Festival" et "Festival Elvis" qui a fait l'objet d'un article dans le British Columbia Magazine à l'été 2006. 
Penticton abrite aussi le "Dominion Radio Astrophysical Observatory", le seul radiotélescope du Canada.

## Personnalités
- Alexis Smith, actrice Hollywodienne.
- Spencer Krug, musicien du groupe Wolf Parade.
- Andy Moog, joueur de hockey sur glace.
- Mark Rycroft, joueur de hockey sur glace.
- Paul Lucier, Franco-ontarien et sénateur canadien y est mort en 1999.
- Tyler Breeze, catcheur professionnel.
- Jeannette Armstrong, romancière et poète des Premières nations canadiennes.

## Sport
Le hockey sur glace est très populaire à Penticton. En 1954, les 
Vees de Penticton remportent la Coupe Allan et gagnent le droit de représenter le Canada au Championnat du monde de hockey sur glace 1955. Ils remportent le titre en battant l'Union Soviétique 5-1 le 6 mars 1955. De nos jours, les Vees jouent dans la Ligue de hockey de la Colombie-Britannique.

## Jumelage
Ikeda (Japon)